# ویل وایکل
ویل وایکل (انگلیسی: Will Wikle؛ زادهٔ ۱۵ دسامبر ۱۹۷۸) شخصیت تلویزیونی، بازیگر و بازیگر پورنوگرافی گی اهل ایالات متحده آمریکا است.